# Leïla Slimani
Leïla Slimani (Rabat, Marroc, 3 d'octubre de 1981) és una escriptora marroquina en francès, guanyadora del Premi Goncourt en 2016.

## Biografia
Slimani va néixer a Rabat de pare marroquí, director de banca, i mare franco-algeriana, qui va ser una de les primeres dones metgesses del país. Va fer els primers estudis al Liceu Francès de Rabat i als 17 anys va marxar a París.
A París va estudiar Ciències Polítiques i Periodisme. També va fer un curs d'actriu (Florent) i va provar de fer cinma arribant a col·laborar amb el director marroquí Narjiss Neijjar a la pel·lícula "Wake up Moroco". A l'Escola Superior de Comerç va estudiar multimèdia, on va conèixer a Christophe Barbier que li va proposar fer una estada a la revista l'Express.
A la NRF de l'editorial Gallimard va fer un curs de creació literària amb Jean-Martin Laclavetine com a tutor.
Durant un temps ha fet de periodista a la revista Jeune Afrique seguint l'actualitat del Magrib i de l'Orient Pròxim.
El 29 de juny de 2017 va rebre el premi Out d'Or en la categoria coup de gueule, atorgat per l'Associació francesa de periodistes LGBT, per la condemna a les lleis marroquines sobre l'homosexualitat que va fer durant una intervenció al programa C à vous de France 5, el 3 de novembre de 2016.
El 6 de novembre de 2017 va ser nomenada per Emmanuel Macron com a representant personal del cap d'Estat Francès per la francofonia i membre de "l'Organisation Internationale de la francophonie" i va rebre del Ministeri de Cultura francès L'Ordre des Arts et des Lettres.
El 2018 va presidir el jurat del Premi del Llibre Inter i el juliol de 2021 va rebre el Premi Llibreter en la categoria Altres literatures, per la seva obra El País dels altres.
El 2023 va presidir el jurat del Premi Internacional Booker que va guanyar la novel·la Time Shelter (Времеубежище) del bulgar Georgi Gospodinov, amb traducció d'Angela Rodel i publicada al Regne Unit per Weidenfeld & Nicolson, i a on va quedar entre les obres finalistes la novel·la "Boulder" de l'autora catalana Eva Baltasar amb traducció de Julia Sanches, publicada per And Other Stories.
El 2025 va formar part del Jurat de la competició oficial del 78è Festival Internacional de Cinema de Canes.

## Obra
El 2014 va publicar la seva primera novel·la Dans le jardin de l'ogre on tracta l'addicció sexual femenina. A la seva segona novel·la, Chanson douce, que va rebre el Premi Goncourt de 2016, relata la història d'una mainadera assassina, tema inspirat en un cas real succeït a Nova York el 2012.
Segons explica ella mateixa els seus referents literaris son Stefan Zweig, Txékhov i Milan Kundera.
- 2013: La baie de Dakhla: itinérance enchantée entre mer et désert.
- 2014: Dans le jardin de l'ogre (Folio)
- 2016: Chanson douce. Premi Goncourt 2016. Traducció al català: "Una dolça canço" Ed. Bromera. Traducció de Lluís-Anton Baulenas. ISBN 9788490267264.
- 2017: Le diable est dans les détails. (Ed. de l'Aube).
- 2017: Sexe et mesonges. La vie sexuelle au Maroc (Ed. Les Arènes).
- 2017: Paroles d'honneur (Ed. Les Arènes).
- 2017: Simone Veil, mon héroïne (Ed. de l'Aube).
- 2018: Comment j'écris (Ed. de l'Aube).
- 2020: A mains nues (Ed. Les Arènes)
- 2021: Le parfum des fleurs la nuit (Gallimard).
- Le Pays des autres (trilogia):
  - 2020: 1ª part: La guerre, la guerre, la guerre. (Gallimard) ISBN 9782072887994
  - 2022: 2ª part: Regardez-nous danser (Gallimard). Traducció al català: "Mireu com ballen" .Angle Editorial (2023). Traducció de Joan Casas i Fuster. ISBN 9788419017529.
  - 2025: 3ª part (fi de la trilogia): J'emporterai le feu.(Gallimard). ISBN 9782073098368